# Isak Nylén
Isak Nylén, född 18 februari 1995, är en svensk fotbollsspelare.
I juli 2014 lånades han ut till isländska ÍBV. Nylén debuterade för IF Brommapojkarna i Superettan den 3 april 2015 i en 0–1-förlust mot Östersunds FK, där han byttes in i 83:e minuten mot Serge-Junior Martinsson Ngouali. Efter säsongen 2016 lämnade Nylén klubben.